# Johann Christoph Rosteuscher
Johann Christoph Rosteuscher (* 1657 in Danzig; † 12. Dezember 1708 in Danzig) war ein deutscher evangelischer Theologe und Philologe. 
Sein Vater Wolfgang Rosteuscher war Professor am Akademischen Gymnasium Danzig. Johann Christoph Rosteuscher besuchte das Gymnasium Danzig und studierte dann an der Universität Wittenberg, wo er 1679 Magister und Adjunkt der philosophischen Fakultät wurde. Um 1681 ging er an die Universität Rostock, wo er neben seinen Studien öfters theologische Disputationen leitete. Von Rostock aus macht er eine Reise durch Deutschland, Holland und England. 
Im Jahre 1685 wurde er Professor für Logik, Metaphysik und Ethik an der Universität Greifswald. Doch bereits im folgenden Jahr ging er nach Danzig, wo er Professor am Gymnasium und Bibliothekar wurde. Nach dem Tod seines Vaters 1690 übernahm er dessen Professur der griechischen Sprache am Danziger Gymnasium. Im Jahre 1695 wechselte er in das Pfarramt und wurde Diakon an der Barbarakirche in Danzig, 1699 dann Diakon an der Marienkirche. 
Rosteuscher hat zahlreiche Schriften veröffentlicht. 